# Nicht mein Tag

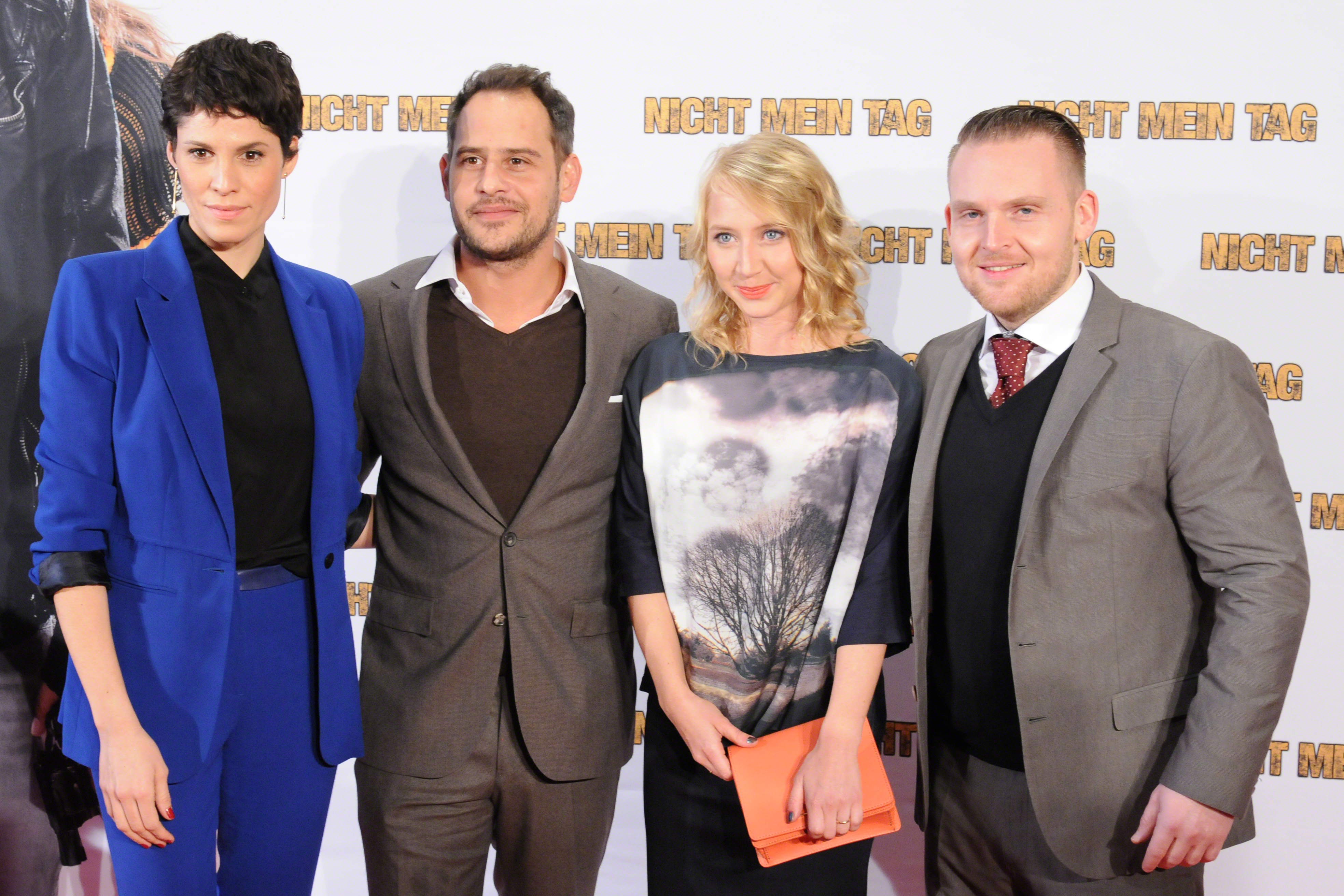
Jasmin Gerat, Moritz Bleibtreu, Anna Maria Mühe und Axel Stein (v. l. n. r.) bei der Premiere des Films

Nicht mein Tag ist die Verfilmung des gleichnamigen Romans von Ralf Husmann. Der Film des Regisseurs Peter Thorwarth kam am 16. Januar 2014 in die deutschen Kinos. Bereits am 12. Januar 2014 feierte die Komödie im UCI Kino im Ruhrpark Bochum ihre Weltpremiere.

## Handlung
Till Reiners, der früher einmal Rockmusiker war, ist von seinem eintönigen Leben, seiner Arbeit als Bankangestellter und der Ehe mit seiner Frau Miriam frustriert. Der Kriminelle Nappo versucht in der Bank bei einem Beratungsgespräch einen Kredit für den Kauf eines alten Ford Mustang zu beantragen, der ihm von Reiners aber mangels finanzieller Sicherheiten verweigert wird. Am nächsten Tag überfällt Nappo die Bank in einem Mr.-T-Kostüm und wird von seinem Fluchtwagenfahrer im Stich gelassen. Er will zuerst eine Kollegin von Reiners als Geisel mitnehmen, der sich aber einmischt, sodass Nappo schließlich Reiners selbst als Geisel nimmt und sie mit dessen Auto vor der anrückenden Polizei fliehen.
Auf der Flucht geraten sie an eine Unfallstelle, Nappo nimmt seine Maske ab, um vor der den Unfall sichernden Polizei nicht aufzufallen. Später warten beide in einer abgelegenen Hütte auf den nächsten Tag, sie sprechen miteinander, Till erzählt von seinem Sohn, Nappo animiert ihn zum Singen, sie entdecken, dass sie beide die gleiche Musik mögen. Am nächsten Morgen nimmt Nappo seine Geisel mit zum Autokauf bei dem kriminellen Schrottplatzbesitzer Langer. Dort kauft er den Ford Mustang, Till hilft ihm den Preis herunterzuhandeln und Nappo lässt Till kurz darauf frei. Till trifft, wieder zuhause angekommen, einen nackten Mann im Ehebett an und denkt irrtümlich, dass seine Frau Miriam ihn betrogen hat. In Wirklichkeit hatte Miriams Freundin Ina einen Besuch im leeren Haus für einen Quickie genutzt.
Völlig verzweifelt läuft er aus dem Haus und trifft dort auf Nappo. Dieser hat vom Schrottplatzbesitzer Langer einen Auftrag für den Kauf gestohlener Wertpapiere von Albanern in Amsterdam bekommen und braucht dafür Tills Hilfe. Sie nehmen noch Nappos Freundin Nadine mit und brechen gemeinsam nach Holland auf. Auf dem Weg wird Till an einer Tankstelle von einem Angestellten als gesuchtes Geiselnahmeopfer erkannt, Till zeigt dem Mann aber einen arroganten Porschefahrer als Geiselnehmer, da ihn dieser kurz zuvor auf dem Tankstellengelände fast angefahren hatte. Der Tankstellenangestellte schlägt daraufhin den Porschefahrer zusammen und Till flieht weiter mit Nappo und Nadine. Das von Überwachungskameras der Tankstelle aufgezeichnete Geschehen lässt die Polizei annehmen, dass Till Nappos Komplize ist.
Nach dem Deal mit den Albanern in Amsterdam eskaliert die Situation: Till, der keinen Alkohol verträgt und mit Wodka auf das Geschäft anstoßen muss, flippt völlig aus, es kommt zu einer Schlägerei, ohne Nappos Wissen nimmt er den Albanern das Geld wieder ab. In Amsterdam erleben alle drei eine wilde Nacht, Till trennt sich später von den beiden anderen, besucht ein Konzert seiner (fiktiven) Lieblingsband Donar und wird dort beim Stagediving für einen Livestream mitgefilmt, seine Frau Miriam sieht ihn zuhause zufällig in diesem Stream. Am Ende der Nacht verbrennt das restliche Geld der Albaner in einem von Till gestohlenen Polizeiwagen.
Miriam, die von der ursprünglichen Geiselnahme erst verspätet erfahren hatte, macht sich nach Holland auf, um für ihren Mann zu kämpfen. Nachdem die Albaner sie entführen, um ihr Geld zurückzuerpressen, hilft Nappo seinem neuen Kumpel, der verzweifelt eine Bank überfallen hat, um wieder an das Geld zu kommen, und befreit Miriam in einem Showdown. Till wird beim Verlassen der Bank angeschossen und schwerverletzt festgenommen, der weiter geflohene Nappo entlastet ihn aber später über ein Video so weit, dass Till nur eine kurze Haftstrafe verbüßen muss und bald wieder zu seiner Familie zurückkehren kann.

## Soundtrack
Filmmusik und Soundtrack stammen von den Cowboys on Dope (COD), bestehend aus Peter Sarach, Wolly Düse und Thorsten Dohle in Zusammenarbeit mit Eddy Coupé. Die Kölner Band spielt im Film außerdem die Rolle von Donar.
Der Berliner Rapper Sido steuerte als Titellied des Films Fühl dich frei bei.

## Hintergrund
Der Film wurde vom 13. April 2013 bis zum 8. Juni 2013 in und um  Köln und Wuppertal sowie in Amsterdam gedreht. Die Figur Mark Kampmann taucht wie bereits in Bang Boom Bang – Ein todsicheres Ding und Goldene Zeiten auf. Nappos Ford Mustang hat mit „DO-PE 69“ das gleiche Nummernschild wie Keeks (des Protagonisten) Ford Taunus in Bang Boom Bang. Til Schweiger hat einen Cameo-Auftritt und spielt sich – selbstironisch – selbst. Die bekannten Let’s Player Gronkh und Sarazar haben ebenfalls einen Cameo-Auftritt.

## Kritik
Kino.de beurteilte das Werk als „turbulent“ und „kurzweilig“.

„Genau wie Jasmin Gerat als nuttiges Gangsterliebchen und Anna Maria Mühe als frustrierte Ehefrau schälen sie aus den Klischees wahrhaftige und sogar liebenswerte Charaktere heraus, sicher inszeniert von Peter Thorwarth, der sich seit seinem Filmdebüt ‘Bang Boom Bang’ im Ruhrpott sehr zu Hause fühlt.“